# 7048 Chaussidon
7048 Chaussidon eller 1981 EH34 är en asteroid i huvudbältet som upptäcktes den 2 mars 1981 av den amerikanska astronomen Schelte J. Bus vid Siding Spring-observatoriet. Den är uppkallad efter fransmannen Marc Chaussidon.
Asteroiden har en diameter på ungefär 5 kilometer och den tillhör asteroidgruppen Koronis.